# قرار مجلس الأمن التابع للأمم المتحدة رقم 473
قرار مجلس الأمن التابع للأمم المتحدة رقم 473، المتخذ بالإجماع في 13 حزيران / يونيو 1980، بعد التذكير بالقرارات 392 (1976)، 417 (1977)، 418 (1977)، 454 (1979) و466 (1980) ورسائل لجنة جنوب أفريقيا، وأعرب المجلس عن قلقه وأدان جنوب أفريقيا لقتل المتظاهرين، بمن فيهم أطفال المدارس، المعارضين للفصل العنصري.
ودعا القرار إلى إطلاق سراح السجناء السياسيين، بمن فيهم نيلسون مانديلا، بموجب عفو مقترح. كما أعرب عن تعاطفه مع ضحايا العنف، داعياً إلى إنهاء تشريعات الفصل العنصري التي تؤثر على وسائل الإعلام والمحاكمات والمنظمات وتكافؤ الفرص. كما دعا المجلس جنوب أفريقيا إلى وقف الهجمات العسكرية على البلدان الأخرى، وشجع الدول الأعضاء الأخرى على تعزيز حظر الأسلحة المفروض على البلاد.